# 黒田周一
黒田 周一（くろだ しゅういち、1879年（明治12年）3月18日 - 没年不明）は、大日本帝国陸軍軍人。最終階級は陸軍少将。

## 経歴・人物
徳島県出身。1902年（明治35年）陸軍士官学校第14期卒業。1912年（大正元年）陸軍大学校第24期卒業。
1923年（大正12年）11月に陸軍歩兵大佐・関東軍高級参謀、1926年（大正15年）3月に歩兵第30連隊長を経て、1927年（昭和2年）7月に第6師団参謀長に任官。済南事件に出動した。
ついで、1929年（昭和4年）8月に陸軍少将・歩兵第24旅団長を経て、1930年（昭和5年）8月1日に待命、同月29日に予備役に編入した。

## 著作
- 『同生同死の友邦満洲国の正観』1933年。